# Mammas comeback
Mammas comeback är en svensk dokumentärfilm från 2011 i regi av Åsa Ekman.
Filmen skildrar dragracingföraren Rosie Mellbergs comeback. På 1970-talet blev hon första kvinnliga utövaren i denna annars så mansdominerade sport, men på grund av problem i privatlivet gjorde ett hon ett uppehåll på 34 år.
Mammas comeback premiärvisades på Göteborgs filmfestival 2 februari 2011 och belönades där med Svenska Kyrkans Filmpris. 2011 visades filmen också av Sveriges Television.